# Veliko Tarnovo (obchtina)
Veliko Tarnovo (bulgare : Велико Търново) est une obchtina de l'oblast de Veliko Tarnovo en Bulgarie.